# Fontaine-lès-Clercs
Fontaine-lès-Clercs ist eine französische Gemeinde mit 230 Einwohnern (Stand 1. Januar 2022) im Département Aisne in der Region Hauts-de-France (vor 2016 Picardie). Sie gehört zum Arrondissement Saint-Quentin, zum Kanton Ribemont und zum Gemeindeverband Saint-Quentinois.

## Geografie

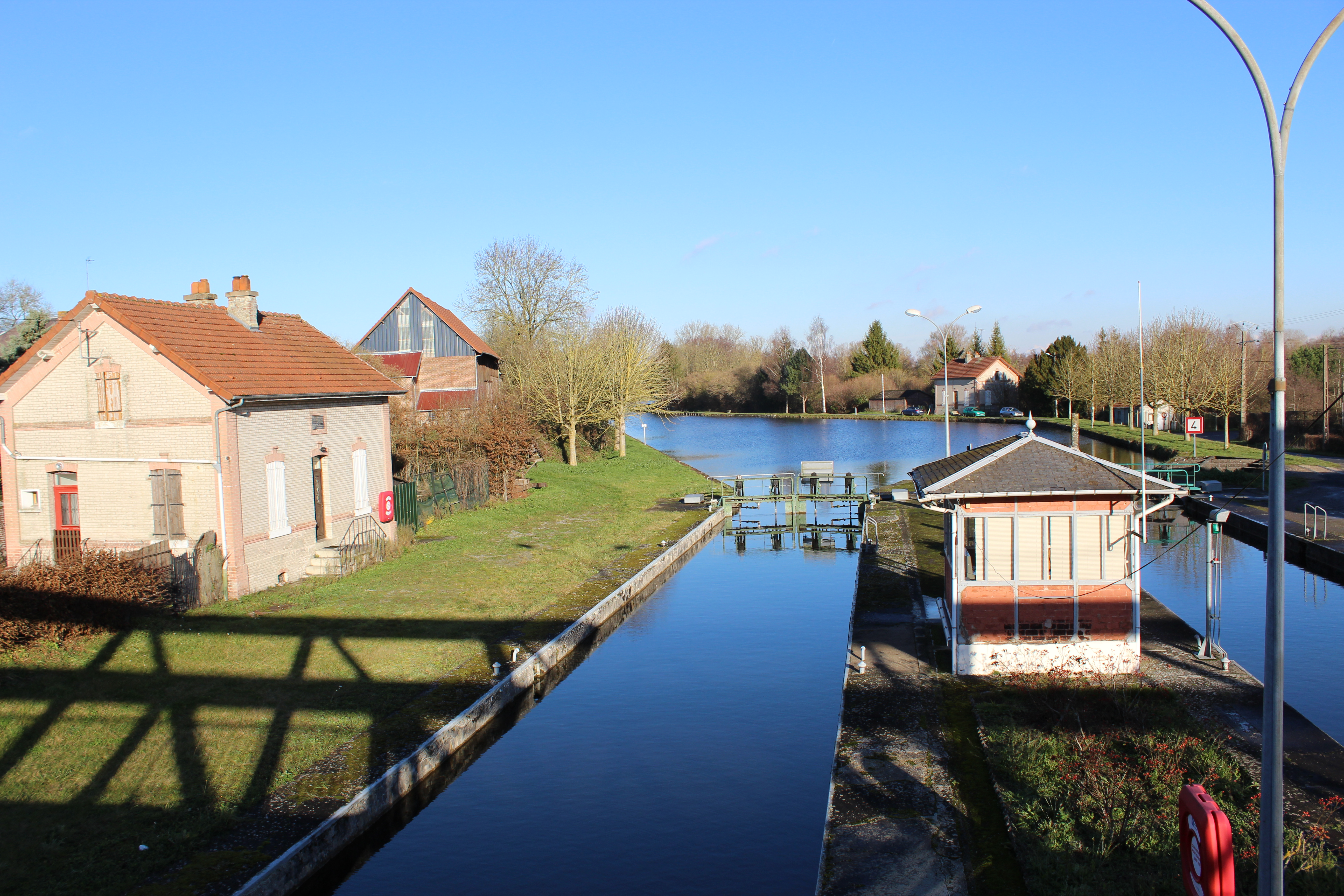
Der Kanal von Saint-Quentin bei Fontaine-lès-Clercs

Die Gemeinde Fontaine-lès-Clercs liegt an der oberen Somme, etwa sechs Kilometer südwestlich von Saint-Quentin. Sie wird vom Kanal von Saint-Quentin durchquert. Umgeben wird Fontaine-lès-Clercs von den Nachbargemeinden Dallon im Norden, Castres im Nordosten, Contescourt im Südosten, Seraucourt-le-Grand im Süden, Roupy im Westen sowie Savy im Nordwesten. Im Norden der Gemeinde Fontaine-lès-Clercs befindet sich der Flugplatz Aérodrome de St-Quentin-Roupy.

## Geschichte
Das Dorf wurde im Ersten Weltkrieg völlig zerstört. 
Während des Zweiten Weltkriegs war Fontaine-lès-Clercs Standort einer deutschen Kommandantur, erlitt jedoch keine kriegsbedingten Schäden.

### Bevölkerungsentwicklung
| Jahr                       | 1962 | 1968 | 1975 | 1982 | 1990 | 1999 | 2006 | 2013 | 2021 |
| Einwohner                  | 253  | 244  | 245  | 224  | 260  | 274  | 287  | 275  | 229  |
| Quellen: Cassini und INSEE |      |      |      |      |      |      |      |      |      |

## Sehenswürdigkeiten

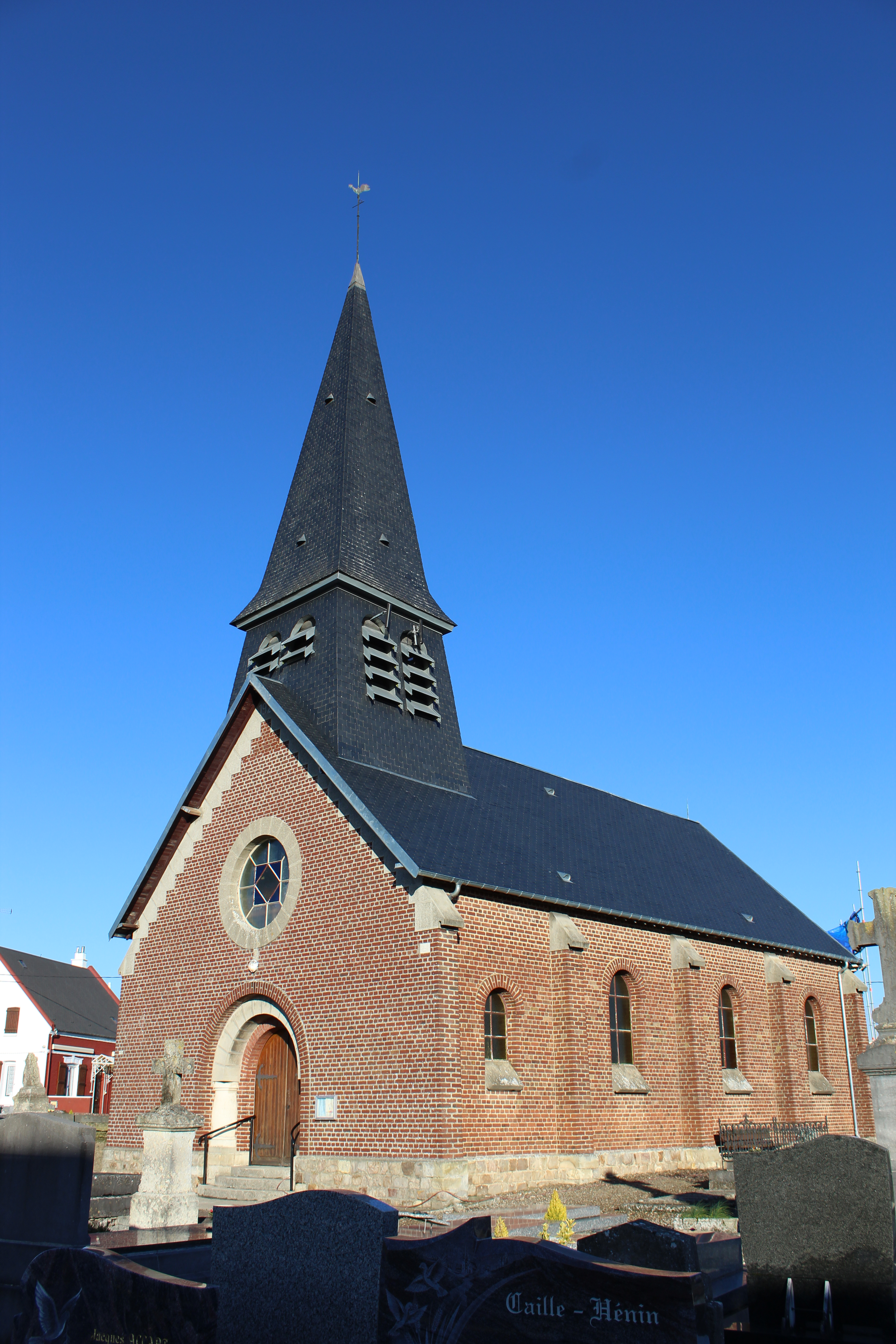
Kirche Saint-Médard
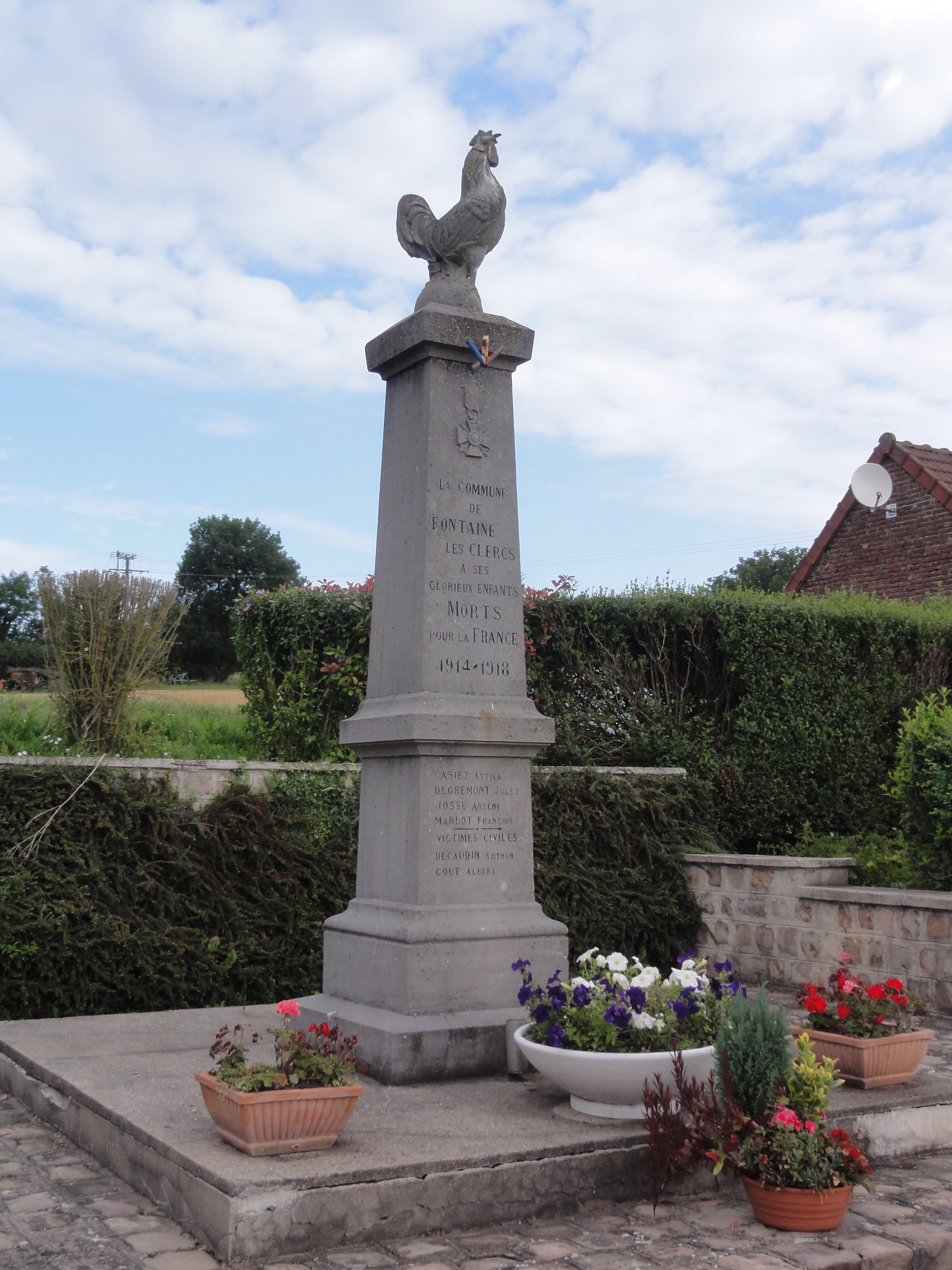
Gefallenendenkmal
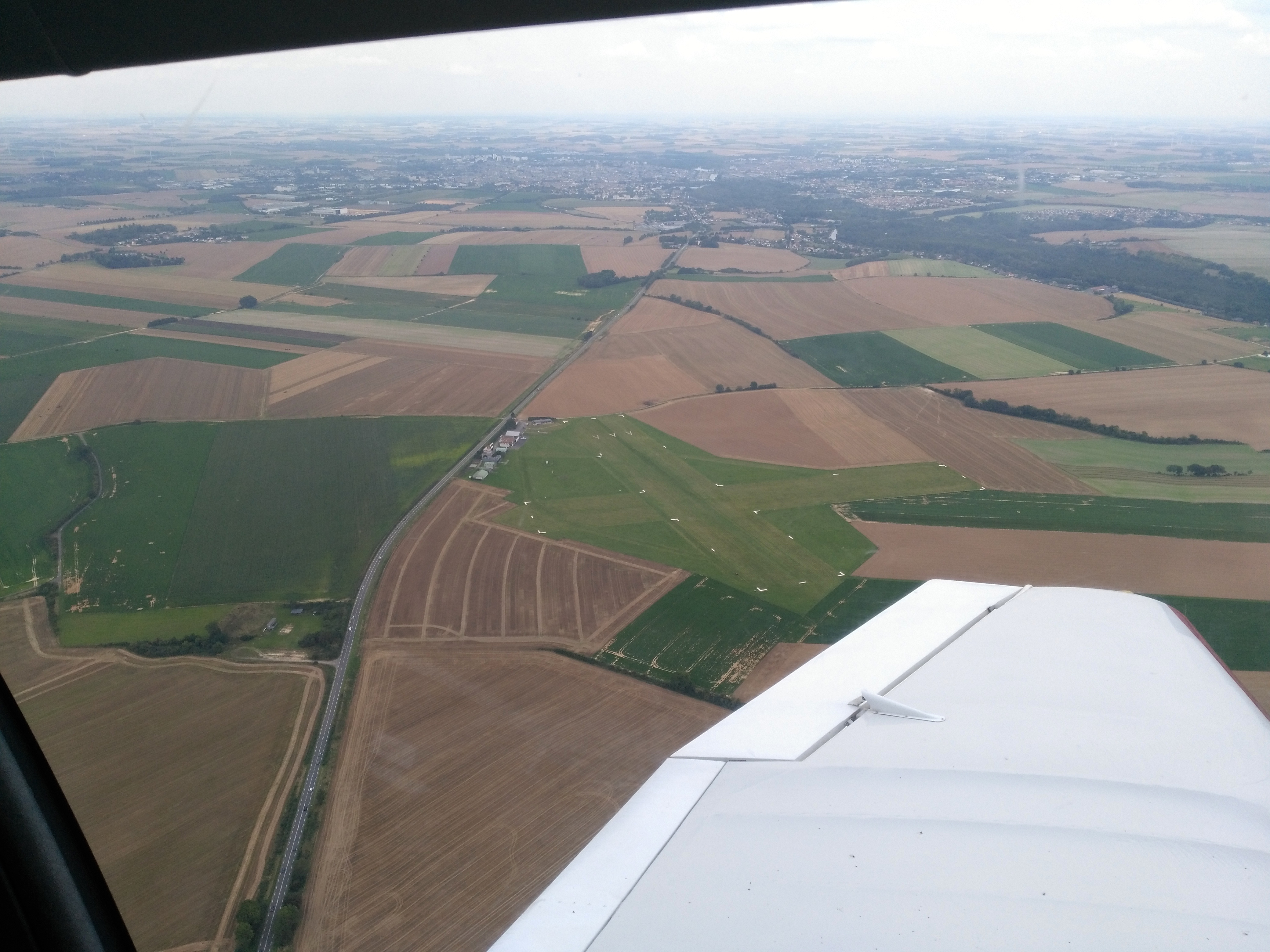
Flugplatz St-Quentin-Roupy

- Kirche Saint-Médard
- Gefallenendenkmal
- Flugplatz St-Quentin-Roupy